# Елгін (округ Ланкастер, Південна Кароліна)
Елгін (англ. Elgin) — переписна місцевість (CDP) в США, в окрузі Ланкастер штату Південна Кароліна. Населення — 2357 осіб (2020).

## Географія
Елгін розташований за координатами 34°40′11″ пн. ш. 80°43′22″ зх. д. / 34.66972° пн. ш. 80.72278° зх. д. (34.669739, -80.722741).  За даними Бюро перепису населення США в 2010 році переписна місцевість мала площу 12,63 км², з яких 12,58 км² — суходіл та 0,04 км² — водойми.

## Демографія
Згідно з переписом 2010 року, у переписній місцевості мешкало 2607 осіб у 982 домогосподарствах у складі 741 родини. Густота населення становила 206 осіб/км².  Було 1051 помешкання (83/км²).
Расовий склад населення:
| - 70,2 % — білих - 20,0 % — чорних або афроамериканців - 0,1 % — корінних американців - 8,8 % — осіб інших рас |

До двох чи більше рас належало 0,9 %. Частка іспаномовних становила 10,4 % від усіх жителів.
За віковим діапазоном населення розподілялося таким чином: 24,3 % — особи молодші 18 років, 63,2 % — особи у віці 18—64 років, 12,5 % — особи у віці 65 років та старші. Медіана віку мешканця становила 37,7 року. На 100 осіб жіночої статі у переписній місцевості припадало 96,3 чоловіків;  на 100 жінок у віці від 18 років та старших — 92,3 чоловіків також старших 18 років.
Середній дохід на одне домашнє господарство  становив 43 084 долари США (медіана — 28 285), а середній дохід на одну сім'ю — 48 240 доларів (медіана — 27 578). За межею бідності перебувало 28,0 % осіб, у тому числі 47,4 % дітей у віці до 18 років та 11,5 % осіб у віці 65 років та старших.
Цивільне працевлаштоване населення становило 1152 особи. Основні галузі зайнятості: мистецтво, розваги та відпочинок — 18,4 %, виробництво — 16,2 %, фінанси, страхування та нерухомість — 14,1 %, будівництво — 13,1 %.